# Zwischen Zeit und Ewigkeit
Zwischen Zeit und Ewigkeit ist ein deutsch-spanisches Filmmelodram aus dem Jahre 1956 von Arthur Maria Rabenalt mit Lilli Palmer als todkranke Frau zwischen ihrem Ehemann (Willy Birgel) und ihrem Geliebten (Carlos Thompson).

## Handlung
Nina Bohlen lebt als Gattin des berühmten Mediziners Prof. Thomas Bohlen ein von Wohlstand und Ansehen bestimmtes Leben der bürgerlichen Oberschicht. Eines Tages wirft sie ein fürchterliches Ereignis aus der Bahn. Untersuchungen ihres Gatten haben ergeben, dass sie an einem offensichtlich inoperablen Tumor leidet und sie nicht mehr allzu lange zu leben hat. Nina beginnt daraufhin ihr gesamtes bisheriges Leben zu hinterfragen und umzukrempeln und entschließt sich schließlich, mit dem Plazet ihres verständnisvollen Gatten, alles hinter sich zu lassen und die Zeit, die ihr noch bleibt, auf Sinnsuche zu gehen und das Leben mehr als bisher zu genießen. Rastlos reist Nina von Ort zu Ort, bis sie eines Tages auf der Mittelmeerinsel Mallorca landet. Hier, wo die Sonne regelmäßig scheint und die Wärme ihr gut tut, da, so beschließt sie, will sie für längere Zeit bleiben und womöglich ihr Leben beschließen.
Auf diesem Eiland lernt Nina den attraktiven Fischer Manuel kennen, einen heißblütigen „ganzen Kerl“ vom Typ „Latin Lover“, der nicht verhehlt, dass er in der Vergangenheit viele Erfahrungen mit Frauen gesammelt hat. Ohne allzu viel von dem jungen Kerl, auf den auch die ebenso heißblütige wie eifersüchtige Einheimische Consuela ein Auge geworfen hat, zu erwarten, lässt sich Nina auf einen Flirt mit ihm ein. Anfänglich sieht Manuel in der Mitteleuropäerin in den „besten Jahren“ nichts anderes als eine weitere „Eroberung“, einen netten Zeitvertreib mit einer sonnen- und männerhungrigen Urlauberin, doch dann erkennt er, dass Nina so ganz anders ist als die bisherigen Larven, mit denen er sich bislang umgeben hat. In Nina erkennt der verspielte junge Mann eine Frau, um die zu kämpfen sich lohnt. Dann aber erfährt Manuel, wie es gesundheitlich wirklich um Nina steht. Die Deutsche fasst wieder etwas Zuversicht, denn die südliche Sonne, das Meer, das mediterrane Umfeld und der virile Fischer, der um sie wirbt, tun ihr richtig gut. Sie glaubt vorübergehend, dass die Ärzte eine Fehldiagnose gestellt haben.
Eines Tages läuft ein fremdes Schiff in Manuels Hafen ein, an Bord Ninas Gatte Thomas. Er will sie nach Deutschland zurückholen, doch Nina möchte fortan an Manuels Seite leben und nur noch einmal in die Heimat zurück, um sich dort ihre Gesundung von fachärztlicher Seite bestätigen zu lassen. Nina schreibt Manuel einen Brief, um ihm zu erklären, dass sie nur aus diesem Grund noch einmal kurz nach Deutschland zurückkehren werde. Doch plötzlich versagt ihre Schreibhand, der Schmerz hat sich zurückgemeldet. Consuela nutzt den Moment von Ninas Schwäche und berichtet Manuel voller Eifersucht, dass Nina, wie sie ihm schon immer vorausgesagt hatte, ihn, Manuel eines Tages verlassen werde. Nun sei es so weit, ein Schiff läge zu diesem Zweck bereits vor Anker. Manuel, so behauptet Nina hasserfüllt, sei für Nina stets nur ein netter Zeitvertreib, ein Spielzeug gewesen. Von Consuelas „Gift“ kontaminiert, glaubt Manuel bei einer letzten Aussprache mit Nina nicht mehr ihren Worten, als diese sich von ihm verabschiedet. Nina andererseits weiß nun, dass sie angesichts ihres sich dramatisch verschlechternden Gesundheitszustandes nicht mehr zu ihrer großen Liebe zurückkehren wird. Als sie sich mühsam an Bord schleppt und ihr Schiff ablegt, steht Manuel unerkannt in der Menge und sieht seine Liebe entschwinden.

## Produktionsnotizen
Zwischen Zeit und Ewigkeit entstand mit Außenaufnahmen im Sommer 1956 vor Ort in Spanien und erlebte seine deutsche Premiere am 15. November 1956 in Duisburg.
Otto Lehmann übernahm die Herstellungsleitung. Herbert Kirchhoff und Albrecht Becker gestalteten die Filmbauten. Werner Schlagge zeichnete für den Ton verantwortlich.

## Wissenswertes
Die Hauptdarsteller Palmer und Thompson hatten sich bei den Dreharbeiten kennen und lieben gelernt. Ein Jahr darauf, im September 1957, heirateten sie.

## Kritik
Im Lexikon des Internationalen Films heißt es: „Unglaubwürdiges ‚Schicksals‘-Melodram, mühsam konstruiert und von indiskutabler Philosophie. Allenfalls die Schauspielkunst Lilli Palmers vermag zu überzeugen.“